# تي. جونسون
تي. جونسون (بالإنجليزية: T. J. Johnson)‏ (و. 1990  م) هو لاعب كرة قدم أمريكية، من الولايات المتحدة.

## التعليم
التحق بجامعة Aynor High School

## روابط خارجية
- تي. جونسون على موقع مرجع كرة القدم المحترفة.كوم (الإنجليزية)